# Флаг Фёдоровского сельского поселения (Ростовская область)
Флаг муниципального образования «Фёдоровское сельское поселение» Неклиновского района Ростовской области Российской Федерации — опознавательно-правовой знак, служащий официальным символом муниципального образования.
Флаг утверждён [когда?] и 29 марта 2011 года внесён в Государственный геральдический регистр Российской Федерации с присвоением регистрационного номера 6695.

## Описание
«Прямоугольное полотнище с отношением ширины к длине 2:3, воспроизводящее композицию герба Фёдоровского сельского поселения в синем, красном, белом и жёлтом цветах».
Геральдическое описание герба гласит: «В скошенном слева лазоревом и червлёном поле серебряная левая перевязь, сопровождаемая в лазури — золотым церковным куполом, в червлении — золотой мельницей».

## Символика
Флаг составлен по правилам и соответствующим традициям вексиллологии и отражает исторические, культурные, социально-экономические, национальные и иные местные традиции.
Белая диагональная полоса символизирует реку Сухой Еланчик.
Церковный купол символизирует село, являющееся одним из старейших центров православия на западе Ростовской области.
Мельница символизирует старейшую и единственную сохранившуюся и работающую в округе мельница (более 100 лет).
Цветовая гамма флага характерна для данной местности:
синий цвет (лазурь) — казачество и малороссы;
красный цвет — русские и героическое прошлое;
белый цвет (серебро) — река, чистота помыслов и планов.